# VEON
VEON Ltd. — комунікаційна і технологічна компанія зі штаб-квартирою в Дубаї, ОАЕ. Компанія надає послуги мобільного та фіксованого зв'язку.
Була створена у 1992 році в Москві під назвою «Вымпелком», у 1996 році стала першою російською компанією, що вийшла на Нью-Йоркську фондову біржу. 2009 року був створений VimpelCom Ltd. 2017 року перейменована на VEON Ltd. Після повномасштабного вторгнення Росії в Україну компанія вирішила вийти з російського ринку, у жовтні 2023 року було повідомлено про продаж російських активів. У грудні 2024 року перемістила штаб-квартиру у Дубаї, ОАЕ.

## Історія

### 2009—2016
VEON була заснована у 2009 році як міжнародна холдингова компанія «ВимпелКом». Зареєстрована на Бермудських островах зі штаб-квартирою в Нідерландах, VimpelCom була створена, коли Telenor і Альфа домовилися про об'єднання своїх активів у телекомунікаційних компаніях ПАТ «ВимпелКом» і «Київстар». На момент створення «Київстар» був найбільшим оператором бездротового зв'язку в Україні, в той час як ПАТ «ВимпелКом» був другим за величиною телекомунікаційним оператором в Росії. «Київстар» був заснований у 1994 році Ігорем Литовченком, який також був багаторічним генеральним директором компанії.  ПАТ «ВимпелКом», заснований у 1992 році Дмитром Зіміним та американським бізнесменом Огі К. Фабелою II як оператор мобільного зв'язку, започаткував свій бренд «Білайн» у 1993 році та отримав лістинг на Нью-Йоркській фондовій біржі у 1996 році.

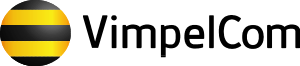
Логотип компанії до 2017 року

Під керівництвом генерального директора Олександра Ізосімова «ВимпелКом» придбав компанії «Ораском Телеком» та «WIND» у Нагіба Савіріса у 2011 році.  Після низки придбань, станом на 31 грудня 2011 року, «ВимпелКом» мав 205 мільйонів клієнтів у 20 країнах, і до 2012 року був 13-м найбільшим оператором мобільного зв'язку у світі за кількістю абонентів. 10 вересня 2013 року компанія змінила лістинг з NYSE Euronext на NASDAQ. У 2014 році компанія продала свій контрольний пакет акцій Wind Mobile компанії Globalive за 272 мільйони доларів США, а в 2015 році уряд Алжиру купив 51 % акцій «ВимпелКому» в компанії Djezzy за 2,6 мільярда доларів США. 2016 року дохід «ВимпелКому» склав 9,78 мільярда доларів США, а активи — 33,85 мільярда доларів США.
16 грудня 2016, VimpelCom відкрила у Львові Глобальний сервісний центр який обслуговує операції з фінансів, закупівель і HR-процесів в Україні, Вірменії, Грузії, Казахстані, Киргизстані, Таджикистані, Узбекистані і Алжирі. Львівський Глобальний сервісний центр — один із трьох центрів, який VimpelCom відкрив у рамках стратегії оновлення операційної моделі.

### 2017—2022
У лютому 2017 року «Вимпелком» перейменувався на VEON, на честь розробленої ним платформи для обміну повідомленнями. Компанія пояснила, що ребрендинг був частиною переходу до маркетингу себе як технологічної компанії, а не просто телекомунікаційної фірми. У квітні 2017 року VEON почав лістинг своїх акцій на біржі Euronext Amsterdam. У липні 2017 року VEON запустив персональну інтернет-платформу під назвою VEON в Україні, Бангладеш, Пакистані, Італії та Грузії. [30] Після низки продажів та трансформації бізнесу, до літа 2017 року VEON мав близько 200 мільйонів абонентів на 12 ринках. До кінця 2017 року різні дочірні компанії VEON, що котирувалися на біржі, включали Golden Telecom, Київстар та Banglalink, серед інших в Європі та Африці..
У березні 2018 року генеральний директор Жан-Ів Шарльє подав у відставку, а обов'язки генерального директора тимчасово взяла на себе голова VEON Урсула Бернс. Бернс була призначена генеральним директором у грудні 2018 року, залишаючись головою. У жовтні 2019 року VEON найняв Серджі Ерреро та колишнього генерального директора Turkcell Каана Терзіоглу як спільних операційних директорів VEON Group. Вони обидва змінили Бернс на посаді співголів у лютому 2020 року, а в червні 2020 року Геннадій Газін змінив Бернс на посаді голови. У 2020 році VEON придбав решту 15 % акцій компанії Jazz у пакистанської групи Abu Dhabi Group для отримання 100 % володіння. У 2020 році VEON вийшла з Вірменії. У липні 2021 року Терзіоглу став генеральним директором групи VEON, здійснюючи нагляд за виконавчими керівниками VEON та регіональними генеральними директорами, призначеними на окремі ринки. У червні 2022 року компанія продала свій підрозділ у Грузії за 45 мільйонів доларів США, заявивши, що оптимізує свою діяльність. У серпні 2022 року VEON завершила продаж компанії Djezzy уряду Алжиру за 682 мільйони доларів США. Після оголошення 24 листопада 2022 року про майбутній продаж своїх російських операцій, VEON завершила продаж 9 жовтня 2023 року, повністю покинувши російський ринок. Після продажу в компанії відбулися різні зміни в управлінні, в тому числі скорочення правління з 11 до 7 членів.

### 2023—2025
Загальний дохід VEON у 2023 році склав $3,7 млрд. У червні 2023 року головою правління VEON був призначений Мортен Лундал. У 2024 році його наступником був призначений Огі К. Фабела II. У березні 2024 року повідомлялося, що VEON погодився продати значну частку своїх операцій у Киргизстані, заявивши, що прагне зосередитися на великих ринках. Станом на 2024 рік VEON також володів мікрофінансовою установою Mobilink Bank у Пакистані. Огі Фабела, співзасновник VEON, був призначений головою правління VEON у травні 2024 року. До складу правління також увійшли Майк Помпео, Брендон Льюїс і Дункан Перрі, а також Фабела, Міхаель Зетінг і генеральний директор VEON Каан Терзіоглу. Компанія була найбільшим іноземним інвестором в Україні у 2022 і 2023 роках. У червні 2024 року VEON оголосила, що інвестує 1 мільярд доларів США в інфраструктуру України через свою дочірню компанію «Київстар». Також у червні 2024 року VEON оголосила, що протягом наступних трьох років має намір збільшити доходи на 19 % і буде все більше зосереджуватися на технологіях штучного інтелекту.
Станом на 2024 рік компанія мала загалом 160 мільйонів клієнтів, 1,8 мільйона абонентів фіксованого зв'язку, та 111 мільйонів щомісячних активних користувачів цифрових послуг, тоді як її цифрові операції здійснювалися на шести окремих ринках. Конкретні бренди включали підрозділи в Казахстані, Киргизстані та Узбекистані, що працювали під брендом Beeline, а також Banglalink у Бангладеш, Jazz у Пакистані та Київстар в Україні. Ці підрозділи, своєю чергою, надавали цифрові послуги з такими продуктами, як Izi, Simply, hitter, OQ, JazzCash, Beepul, та розважальні платформи Tamasha і Toffee. 25 листопада 2024 року VEON був виключений з лістингу фондової біржі Euronext в Амстердамі, після чого їхні акції торгуються виключно на NASDAQ. У грудні 2024 року компанія перенесла свій головний офіс з Амстердама до Дубайського міжнародного фінансового центру в Дубаї.

## Бізнес у Росії
Після вторгнення Росії в Україну, 28 лютого 2022 року Михайло Фрідман був виключений зі складу Ради директорів Veon. У листопаді 2022 Veon продав свій російський бізнес Вимпелком (бренд Beeline) членам місцевої команди управління за 130 млрд ($2,2 млрд), щоби розірвати зв'язки з Росією після її вторгнення в Україну.
4 травня 2023 року Veon отримала ліцензію США на продаж російського бізнесу. У жовтні компанія оголосила про успішний продаж «Вимпелкома» і що угода не передбачала повторного викупу.

## Власники
Структура акціонерів Veon:[на коли?]
- 47 % простих і голосуючих акцій належать LetterOne Investment Holdings S.A (Альфа-Груп)
- 8.3 % простих і голосуючих акцій належать The Stichting
- 7.7 % простих і голосуючих акцій належать Lingotto Investment Management LLP
- 5.0 % простих і голосуючих акцій належать Shah Capital Management Inc.